# Deweloper budowlany

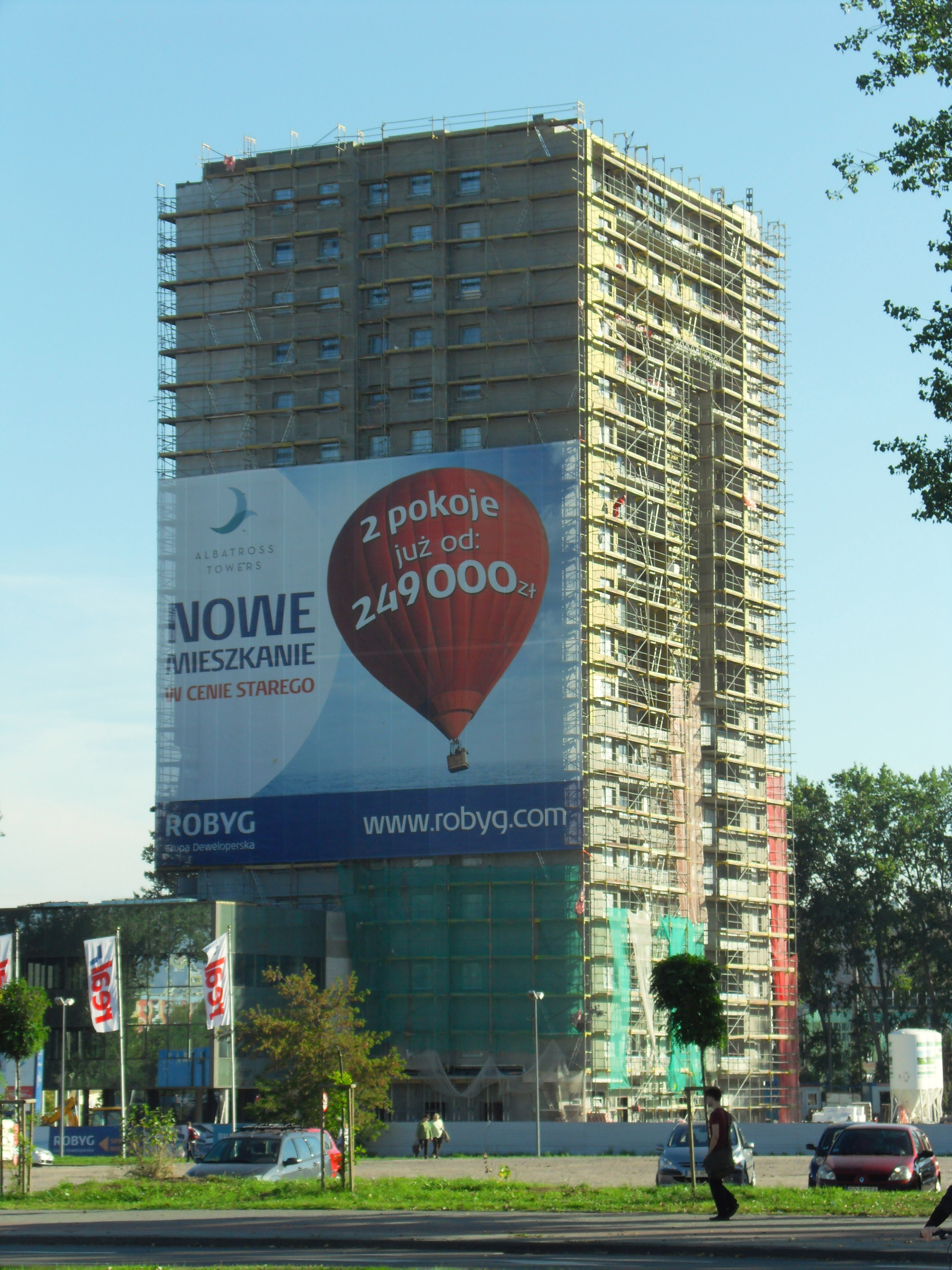
Inwestycja realizowana przez dewelopera budowlanego

Deweloper budowlany – inwestor, czyli osoba fizyczna lub prawna, która inwestuje w budowę nieruchomości budynkowych (domów mieszkalnych, obiektów biurowych, handlowych, przemysłowych) z przeznaczeniem na sprzedaż lub wynajem.
Zwyczajowo deweloper kupuje nieruchomość, nadzoruje pełny proces inwestycyjny od fazy projektowania do zakończenia budowy (również rozbudowy lub renowacji), aż po jej sprzedaż bądź wynajem.
Zasady ochrony praw osób nabywających nieruchomość deweloperską reguluje tak zwana ustawa deweloperska, która ma na celu regulację zasad ochrony praw osób nabywających mieszkanie czy dom, a wobec których deweloper zobowiązuje się do przeniesienia własności nieruchomości.

## Zadania dewelopera
Deweloper ma do zrealizowania szereg zadań niezbędnych do tego, aby inwestycja okazała się udana. Deweloper odpowiada m.in. za:
- lokalizację, na której powstanie jego inwestycja, analizuje pod kątem potencjału wzrostu wartości
- przygotowanie projektu i nadzór nad nim
- nadzór budowy i kontrolowanie postępu prac
- zapewnienie finansowania inwestycji[2]
- wykończenie mieszkania – stopień wykończenia mieszkania przez dewelopera może być bardzo różny. Mieszkanie wykończone „pod klucz” nadaje się w zasadzie do natychmiastowego zamieszkania (brakuje w nim tylko mebli). Natomiast w mieszkaniu wykończonym w „standardzie deweloperskim” niemal wszystkie prace wykończeniowe musi wykonać nabywca. Jednak nigdzie nie jest jasno określone w żadnej ustawie, co dokładnie oznaczają hasła „stan deweloperski” oraz „wykończenie pod klucz”. Zazwyczaj to deweloper określa, jaki zakres prac wiąże się z tymi pojęciami, a także w jakim stanie zostanie oddane mieszkanie nabywcy w zależności od rodzaju wykończenia. Dlatego standard deweloperski jest różny w zależności od firmy deweloperskiej[3].
- sprzedaż mieszkań lub domów[4].
- przekazanie dokumentów kupującemu w tym m.in. instrukcji użytkowania mieszkania, świadectwa charakterystyki energetycznej lokalu albo budynku,[5] kopię zezwolenia na budowę, aktualny stan księgi wieczystej, projekt architektoniczno-budowlany instytucji, kopię aktualnego odpisu z Krajowego Rejestru Sądowego lub Centralnej Ewidencji i Informacji o Działalności Gospodarczej czy sprawozdanie finansowe dewelopera za ostatnie dwa lata. Zgodnie z ustawą deweloperską kupujący ma prawo do wglądu w te dokumenty[6].